# 武鉞 (弘治舉人)
武鉞（15世紀—16世紀），字廷威，河南開封府蘭陽縣人，明朝政治人物。

## 生平
武鉞是弘治五年（1485年）壬子科河南鄉試舉人，授壺關縣教諭，當地人向來不擅科舉，他到任後立刻設立課程、定立講期，揀選十多名優秀士子，捐出俸金資助他們燈火柴薪，在一科有三人中舉，又向學使力薦入會試，終有人成進士，上級因此旌表官署。之後他陞漢中府推官，刻下座右銘自勵，判決如流，盡釋無辜，撫按推薦陞任京官，因不奉承劉瑾而改陞靜寧州知州，他卻請求致仕回鄉，離任時人民都挽留他，得士人羨慕。

## 引用
1. 1 2  民國《蘭陽縣志·卷七·人物志》：武鉞 字廷威，成之子，中弘治壬子鄉試，除山西壺關縣教諭，壺人士素不知學，到任即為派課程、定講期，揀俊秀十餘人捐俸金以資燈薪，日夜研解不倦，一科遂中三人，皆學使科案所遺者，力薦學使怒強之始得入闈，果售焉，上臺旌其署。陞漢中府推官，刻左右銘以自勵，決獄如流、冤枉盡釋，撫按交薦擬擢臺班，素不媚劉瑾，持其議不果下，改陞靜寧知州，乞致仕歸，士民歌思攀轅者遮于道，時論艷之。